# Acroclisoides bicolor
Acroclisoides bicolor är en stekelart som beskrevs av Guang Yu Luo och Qin 1991. Acroclisoides bicolor ingår i släktet Acroclisoides och familjen puppglanssteklar. Inga underarter finns listade i Catalogue of Life.